# Kaffin
Kaffin – miasto w Palestynie, w muhafazie Tulkarm. Według danych Palestyńskiego Centralnego Biura Statystycznego w 2016 roku liczyło 9838 mieszkańców.